# Marcelo V. Racana
Marcelo Vicente Racana, född 5 augusti 1952 i Buenos Aires, Argentina, är en svensk-argentinsk regissör och manusförfattare.
Racana bor i Sverige sedan 1977. Han studerade vid Dramatiska Institutets regilinje 1984–1987.

## Regi i urval
- 1987 – Ett brottsstycke
- 1989 – Badhuset
- 1992 – Rederiet (TV-serie)
- 1994 – Inte långt från Río de la Plata
- 1995 – Esters testamente (TV-serie)
- 1997 – Flickan och dimman
- 1999 – Kärlekstunneln
- 2002 – Skenäktenskap